# Autohotkey
AutoHotkey är ett öppen källkodsverktyg för att automatisera knapptryckningar och musrörelser för Microsoft Windows och därmed ett verktyg för robotiserad processautomation, RPA. Verktyget offentliggjordes första gången 2003.